# بارادو
بارادو (به اسپانیایی: Barrado) یک دهستان‌های اسپانیا و دهستان و شهرک در اسپانیا است که در استان کاسرس واقع شده‌است. بارادو ۱۹ کیلومتر مربع مساحت دارد.